# Saison 2022-2023 du FC Nantes
Maillots
Dernière mise à jour : 11 juillet 2023.
Chronologie
Saison précédente Saison suivante
La saison 2022-2023 du FC Nantes est la 80e saison de l'histoire du club nantais. Le club est engagé dans 4 compétitions : le Trophée des champions (7e participation), la Ligue 1 (55e participation), la Ligue Europa (12e participation) et la Coupe de France (80e participation). Après une saison éprouvante et surchargée d'une cinquantaine de matchs, le FC Nantes reproduit le même scénario que lors de la saison 2004-2005, en se maintenant à la dernière journée sur un score final de 1-0.

## Pré-saison et pause internationale
- 17 juin : calendrier de la Ligue 1 dévoilé par la LFP ;
- 29 juin : reprise de l'entraînement à la Jonelière ;
- 7 au 13 juillet : stage de préparation à La Baule ;
- 13 juillet : Macron dévoile le nouveau maillot domicile de la saison ;
- 31 juillet : Trophée des champions 2022 à Tel Aviv ;
- 7 août : 1er match de Ligue 1 ;
- 9 août :Macron dévoile le nouveau maillot extérieur de la saison ;
- 30 août : Macron dévoile le nouveau maillot third de la saison ;
- 4 au 10 décembre : 2ème stage de préparation à Faro, au Portugal durant l'intersaison liée à la Coupe du monde 2022.

## Effectif et encadrement

### Transferts
| Nom                 | Nationalité | Poste     | Transfert        | Provenance/Destination   | Division     | Référence |
| ------------------- | ----------- | --------- | ---------------- | ------------------------ | ------------ | --------- |
| Arrivées            |             |           |                  |                          |              |           |
| Moussa Sissoko      | France      | Milieu    | Transfert (2M €) | Watford FC               | Championship | Référence |
| Kader Bamba         | France      | Attaquant | Retour de prêt   | Amiens SC                | Ligue 2      | -         |
| Ignatius Ganago     | Cameroun    | Attaquant | Transfert (4M €) | RC Lens                  | Ligue 1      | Référence |
| Evann Guessand      | France      | Attaquant | Prêt sans OA     | OGC Nice                 | Ligue 1      | Référence |
| Mostafa Mohamed     | Égypte      | Attaquant | Prêt avec OA     | Galatasaray SK           | SüperLig     | Référence |
| Bridge Ndilu        | France      | Attaquant | Retour de prêt   | US Quevilly-Rouen        | Ligue 2      | -         |
| Départs             |             |           |                  |                          |              |           |
| Yannis M'Bemba      | France      | Défenseur | Prêt             | Le Puy Foot              | National     | Référence |
| Abdoulaye Sylla     | Guinée      | Défenseur | Transfert        | RFC Seraing              | Division 1A  | Référence |
| Abou Ba             | France      | Milieu    | Transfert        | RFC Seraing              | Division 1A  | Référence |
| Wylan Cyprien       | France      | Milieu    | Fin de prêt      | FC Sion                  | Super League | Référence |
| Roli Pereira De Sa  | France      | Milieu    | Fin de contrat   | FC Sochaux-Montbéliard   | Ligue 2      | Référence |
| Jean-Kévin Augustin | France      | Attaquant | Fin de contrat   | FC Bâle                  | Super League | Référence |
| Osman Bukari        | Ghana       | Attaquant | Fin de prêt      | Étoile rouge de Belgrade | SuperLiga    | Référence |
| Kalifa Coulibaly    | Mali        | Attaquant | Fin de contrat   | Étoile rouge de Belgrade | SuperLiga    | Référence |
| Willem Geubbels     | France      | Attaquant | Fin de prêt      | AS Monaco                | Ligue 1      | -         |
| Randal Kolo Muani   | France      | Attaquant | Fin de contrat   | Eintracht Francfort      | Bundesliga   | Référence |

| Nom               | Nationalité | Poste      | Transfert       | Provenance/Destination | Division | Référence |
| ----------------- | ----------- | ---------- | --------------- | ---------------------- | -------- | --------- |
| Arrivées          |             |            |                 |                        |          |           |
| Pierre Aristouy   | France      | Entraîneur | Promotion       | -                      | -        | Référence |
| Fabien Centonze   | France      | Défenseur  | Transfert joker | FC Metz                | Ligue 2  | Référence |
| Départs           |             |            |                 |                        |          |           |
| Antoine Kombouaré | France      | Entraîneur | Contrat résilié | -                      | -        | Référence |
| Bridge Ndilu      | France      | Attaquant  | Prêt avec OA    | SO Cholet              | National | Référence |

| Nom              | Nationalité | Poste     | Transfert                | Provenance/Destination | Division           | Référence |
| ---------------- | ----------- | --------- | ------------------------ | ---------------------- | ------------------ | --------- |
| Arrivées         |             |           |                          |                        |                    |           |
| Jaouen Hadjam    | Algérie     | Défenseur | Transfert                | Paris FC               | Ligue 2            | Référence |
| João Victor      | Brésil      | Défenseur | Prêt sans OA             | SL Benfica             | Liga Portugal Bwin | Référence |
| Florent Mollet   | France      | Milieu    | Transfert                | Schalke 04             | Bundesliga         | Référence |
| Andy Delort      | Algérie     | Attaquant | Prêt avec OA obligatoire | OGC Nice               | Ligue 1            | Référence |
| Départs          |             |           |                          |                        |                    |           |
| Dennis Appiah    | France      | Défenseur | Transfert                | AS Saint-Étienne       | Ligue 2            | Référence |
| Fábio            | Brésil      | Défenseur | Transfert                | Grêmio                 | Série A            | Référence |
| Mohamed Achi     | France      | Milieu    | Prêt sans OA             | Paris 13 Atletico      | National           | Référence |
| Joe-Loïc Affamah | France      | Attaquant | Prêt sans OA             | SC União Torreense     | Liga Portugal 2    | Référence |
| Kader Bamba      | France      | Attaquant | Prêt sans OA             | AS Saint-Étienne       | Ligue 2            | Référence |

## Matchs de la saison

### Matchs officiels de la saison
Le club est engagé dans 4 compétitions : le Trophée des champions (7e participation), la Ligue 1 (55e participation), la Ligue Europa (12e participation) et la Coupe de France (80e participation).
- Le Trophée des champions 2022 est la 46e édition du Trophée des champions et la 27e sous cette appellation. Cette rencontre oppose le vainqueur du championnat de France de la saison précédente au vainqueur de la Coupe de France de la saison précédente.
- La Ligue 1 2022-2023 est la 85e édition du championnat de France de football et la 21e sous l'appellation « Ligue 1 ». La division oppose 20 clubs en une série de 38 rencontres. Les meilleurs de ce championnat se qualifient pour les coupes d'Europe que sont la Ligue des champions, la Ligue Europa et la Ligue Europa Conférence.
- La Ligue Europa 2022-2023 est la 52e édition de la seconde plus prestigieuse coupe européenne des clubs de football, la 12e sous le nom de Ligue Europa. Organisée par l'UEFA, la compétition est ouverte aux clubs de football des associations membres de l'UEFA, qualifiés en fonction de leurs bons résultats en championnat ou coupe nationale. La compétition oppose 32 clubs à partir de la phase de groupes en une série de 6 rencontres puis se poursuit avec une phase à élimination directe en matchs aller-retour, excepté pour la finale.
- La Coupe de France 2022-2023 est la 106e édition de la coupe de France, une compétition à élimination directe mettant aux prises tous les clubs de football amateurs et professionnels à travers la France métropolitaine et les DOM-TOM. Elle est organisée par la FFF et ses ligues régionales.

#### Classement
| Rang | Équipe               | Pts | J  | G  | N  | P  | Bp | Bc | Diff | Qualification ou relégation |
| ---- | -------------------- | --- | -- | -- | -- | -- | -- | -- | ---- | --------------------------- |
| 14   | Stade brestois 29    | 44  | 38 | 11 | 11 | 16 | 44 | 54 | −10  |                             |
| 15   | RC Strasbourg Alsace | 40  | 38 | 9  | 13 | 16 | 51 | 59 | −8   |                             |
| 16   | FC Nantes            | 36  | 38 | 7  | 15 | 16 | 37 | 55 | −18  |                             |
| 17   | AJ Auxerre P         | 35  | 38 | 8  | 11 | 19 | 35 | 63 | −28  | Relégation en Ligue 2       |
| 18   | AC Ajaccio P         | 26  | 38 | 7  | 5  | 26 | 23 | 74 | −51  | Relégation en Ligue 2       |

## Statistiques

### Statistiques collectives
| Compétition           | Débute au tour   | Termine   | Matches joués | Gagnés | Nuls | Perdus | Buts pour | Buts contre | Différence | Cartons jaunes | Cartons rouges |
| --------------------- | ---------------- | --------- | ------------- | ------ | ---- | ------ | --------- | ----------- | ---------- | -------------- | -------------- |
| Trophée des champions | Finale           | Finaliste | 1             | 0      | 0    | 1      | 0         | 4           | -4         | 2              | 1              |
| Ligue 1               | -                | -         | 38            | 7      | 15   | 16     | 37        | 55          | -18        | 63             | 4              |
| Ligue Europa          | Phase de groupes | Barrages  | 8             | 3      | 1    | 4      | 7         | 15          | -8         | 15             | 1              |
| Coupe de France       | 1/32 de finale   | Finaliste | 6             | 5      | 0    | 1      | 7         | 7           | 0          | 9              | 0              |
| Total                 | -                | -         | 53            | 15     | 16   | 22     | 51        | 81          | -30        | 89             | 6              |

### Canari du mois
Le FC Nantes a mis en place en 2017-2018, un système permettant aux supporters de voter pour le meilleur joueur nantais durant chaque mois de l'année. (entre parenthèses, le nombre de trophées remportés par le joueur.)
| Mois                          | Lauréat             |
| ----------------------------- | ------------------- |
| Août 2022                     | Alban Lafont (5)    |
| Septembre 2022                | Mostafa Mohamed (1) |
| Octobre 2022                  | Ignatius Ganago (1) |
| Novembre 2022                 | Ludovic Blas (5)    |
| Janvier 2023                  | Andrei Girotto (4)  |
| Février 2023                  | Fabien Centonze (1) |
| Mars 2023                     | Andrei Girotto (5)  |
| Canari de la saison 2022-2023 | Ludovic Blas (3)    |

### Équipe type
| Lafont (c) Centonze Castelletto Girotto Corchia Guessand Sissoko Moutoussamy Simon Blas Mohamed |
| Équipe type du FC Nantes lors de la saison 2022-2023.                                           |
| Lafont (c) Centonze Castelletto Girotto Corchia Guessand Sissoko Moutoussamy Simon Blas Mohamed |

| no | Joueur                   | Nat. | Poste             | MJ | Doublure         | MJ |
| -- | ------------------------ | ---- | ----------------- | -- | ---------------- | -- |
| 1  | Alban Lafont             |      | Gardien de but    | 48 | Rémy Descamps    | 6  |
| 28 | Fabien Centonze          |      | Latéral droit     | 30 | Dennis Appiah    | 22 |
| 21 | Jean-Charles Castelletto |      | Défenseur central | 46 | João Victor      | 16 |
| 3  | Andrei Girotto           |      | Défenseur central | 48 | Nicolas Pallois  | 37 |
| 24 | Sébastien Corchia        |      | Latéral gauche    | 33 | Quentin Merlin   | 29 |
| 7  | Evann Guessand           |      | Milieu droit      | 44 | Marcus Coco      | 36 |
| 17 | Moussa Sissoko           |      | Milieu défensif   | 44 | Lohann Doucet    | 11 |
| 8  | Samuel Moutoussamy       |      | Milieu défensif   | 50 | Pedro Chirivella | 36 |
| 27 | Moses Simon              |      | Milieu gauche     | 46 | Ignatius Ganago  | 39 |
| 10 | Ludovic Blas             |      | Milieu offensif   | 51 | Florent Mollet   | 26 |
| 31 | Mostafa Mohamed          |      | Attaquant         | 51 | Andy Delort      | 17 |

## Business Club FC Nantes
- Club Entreprises du FC Nantes[2]
  - Anvolia
  - Crédit mutuel
  - E.Leclerc Pôle Sud
  - Flamino
  - Groupe AFD
  - LNA Santé
  - Macron
  - Millet Fenêtres et Façades
  - Nantes Métropole
  - Préservation du Patrimoine
  - Proginov
  - Synergie
  - ZEbet

## Affluence et télévision

### Affluence
L'affluence à domicile du FC Nantes atteint un total :
- de 570 045 spectateurs en 19 rencontres de Ligue 1, soit une moyenne de 30 002/match.
- de 128 469 spectateurs en 4 rencontres de Ligue Europa, soit une moyenne de 32 117/match.
- de 34 687 spectateurs en 2 rencontres de Coupe de France, soit une moyenne de 17 344/match.
- de 733 201 spectateurs en 25 rencontres toutes compétitions confondues, soit une moyenne de 29 328/match.

Affluence du FC Nantes à domicile

### Retransmission télévisée
| Diffuseur                                     | Rencontres |
| --------------------------------------------- | ---------- |
| Prime Video                                   | 29         |
| Canal+ Foot                                   | 6          |
| beIN Sports 1                                 | 3          |
| Canal+ Sport 360 (anciennement Canal+ Décalé) | 3          |
| Co-diffusion Canal+ Foot et W9                | 3          |
| RMC Sport 1                                   | 3          |
| RMC Sport 2                                   | 2          |
| beIN Sports 2                                 | 1          |
| Co-diffusion beIN Sports 1 et France 2        | 1          |
| Co-diffusion beIN Sports 1 et France 3        | 1          |
| Co-diffusion Canal+ Foot et Prime Video       | 1          |
| Total                                         | 53         |